# ФК ФАП
ФК ФАП је српски фудбалски клуб из Прибоја. Тренутно се такмичи у Првој лиги Србије, другом такмичарском нивоу српског фудбала. Клуб је основан 1955. године, а највеће успехе је остварио седамдесетих година XX века, када је играо Другу савезну лигу Југославије.

## Историјат
Фудбалски клуб Фап је основан 1955. године. Прву утакмицу одиграли су 14. маја 1955. године против Рудара у Пљевљима. У првој утакмица за ФАП су наступали: Здравко Газдић, Емин Шехић, Захир Хулић, Мурат Хасанагић, Бехудин Шуловић, Вејсил Хоџић, Фетко Бајровић, Мујица Салкановић и Кадро Џидић. Победио је домаћи тим са 4 : 3. Клуб се убрзо пласирао у Зону Крагујевца (трећи ранг) и ту играо све до сезоне 1969/70, када се пласирао у Другу савезну лигу Југославије.
Три узастопне сезоне су се такмичили у Другој лиги, а најбољи пласман су остварили у сезони 1971/72, када су освојили 8. место. Због промене система такмичења ФАП је са освојеним 11. местом испао из лиге (од 10 до 18. места испали у нижи ранг). У Другу лигу су се поново вратили у сезони 1976/77 и у њој остали две сезоне.
Након распада Југославије углавном играју у трећем и четвртом такмичарском нивоу српског фудбала.

## ФАП у Другој лиги Југославије
ФК ФАП на вечној листи Друге савезне лиге Југославије у фудбалу.
| Позиција | Клуб           | Одиг. | Поб. | Нер. | Пор. | ГД   | ГП   | ГР   | Бодови |
| -------- | -------------- | ----- | ---- | ---- | ---- | ---- | ---- | ---- | ------ |
| 1        | Борац Чачак    | 992   | 376  | 280  | 335  | 1199 | 1055 | -48  | 1010   |
| 71       | Игман Коњиц    | 222   | 73   | 53   | 96   | 272  | 320  | −48  | 199    |
| 72       | Металац Загреб | 196   | 78   | 42   | 76   | 277  | 299  | −22  | 198    |
| 73       | ФАП            | 200   | 69   | 54   | 77   | 218  | 239  | -11  | 192    |
| 74       | Оријент Ријека | 158   | 73   | 36   | 49   | 262  | 199  | +63  | 181    |
| 75       | Бокељ Котор    | 216   | 62   | 53   | 103  | 218  | 375  | −157 | 177    |
| 149      | Змај Макарска  | 30    | 1    | 2    | 27   | 17   | 96   | −79  | 4      |

## Новији резултати
| Сезона   | Ранг | Лига                  | Позиција | ИГ | Д  | Н  | П  | ГД | ГП | ГР  | Бод | Куп                  |
| -------- | ---- | --------------------- | -------- | -- | -- | -- | -- | -- | -- | --- | --- | -------------------- |
| 2010/11. | 3    | Српска лига Запад     | 15.      | 30 | 9  | 6  | 15 | 25 | 39 | -14 | 33  | Није се квалификовао |
| 2011/12. | 4    | Зона Дрина            | 10.      | 30 | 11 | 7  | 12 | 41 | 41 | 0   | 40  | Није се квалификовао |
| 2012/13. | 4    | Зона Дрина            | 5.       | 30 | 12 | 8  | 10 | 32 | 28 | +4  | 44  | Није се квалификовао |
| 2013/14. | 4    | Зона Дрина            | 11.      | 30 | 11 | 6  | 13 | 41 | 42 | -1  | 39  | Није се квалификовао |
| 2014/15. | 4    | Зона Дрина            | 1.       | 28 | 15 | 6  | 7  | 46 | 25 | +21 | 51  | Није се квалификовао |
| 2015/16. | 3    | Српска лига Запад     | 11.      | 30 | 9  | 12 | 9  | 34 | 36 | -2  | 39  | Није се квалификовао |
| 2016/17. | 3    | Српска лига Запад     | 11.      | 30 | 8  | 11 | 11 | 27 | 36 | -9  | 35  | Није се квалификовао |
| 2017/18. | 3    | Српска лига Запад     | 10.      | 34 | 11 | 7  | 16 | 36 | 48 | -12 | 40  | Није се квалификовао |
| 2018/19. | 3    | Српска лига Запад     | 15.      | 30 | 5  | 5  | 20 | 14 | 62 | -48 | 20  | Није се квалификовао |
| 2019/20. | 4    | Западно-моравска зона | 8.       | 16 | 6  | 3  | 7  | 22 | 32 | -10 | 21  | Није се квалификовао |
| 2020/21. | 4    | Западно-моравска зона | 6.       | 28 | 12 | 10 | 6  | 56 | 37 | +19 | 46  | Није се квалификовао |
| 2021/22. | 4    | Западно-моравска зона | 5.       | 26 | 12 | 5  | 9  | 56 | 42 | +14 | 41  | Није се квалификовао |
| 2022/23. | 3    | Српска лига Запад     | 3.       | 30 | 16 | 9  | 5  | 46 | 26 | +20 | 57  | Није се квалификовао |
| 2023/24. | 3    | Српска лига Запад     | 2.       | 30 | 22 | 5  | 3  | 67 | 21 | +46 | 71  | Није се квалификовао |
| 2024/25. | 3    | Српска лига Запад     | 1.       | 30 | 18 | 9  | 3  | 54 | 20 | +34 | 63  | Шеснаестина финала   |
| 2025/26. | 2    | Прва лига Србије      | —        | —  | —  | —  | —  | —  | —  | —   | —   | —                    |

## Познати играчи
- Мустафа Хасанагић[3]
- Слађан Шћеповић
- Зоран Бојовић[3]
- Ахмет Ћеловић
- Ешреф Фијуљанин
- Ибрахим Каровић
- Обиора Одита